# Брэбин, Чарлз
Чарльз Брабин (17 апреля 1882 — 3 ноября 1957) — британо-американский кинорежиссёр.

## Биография

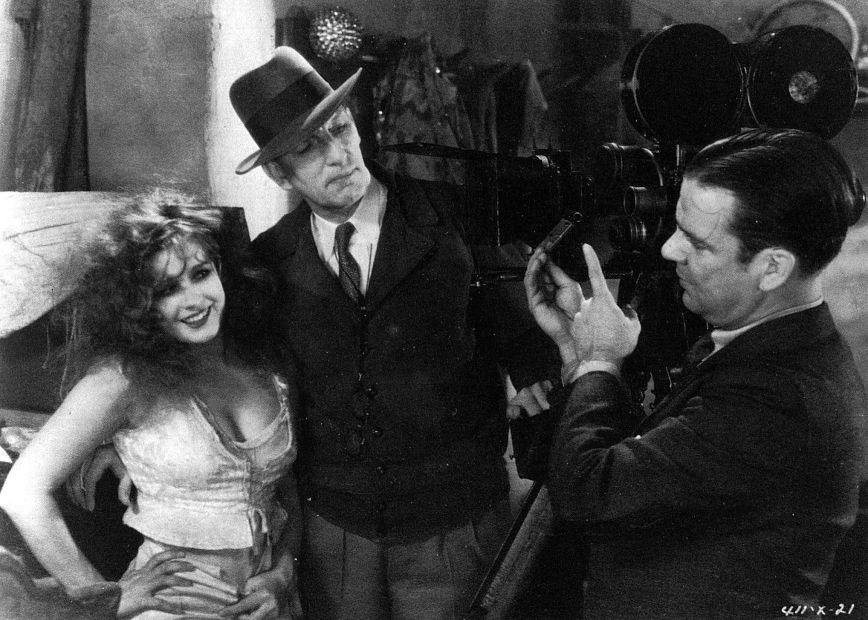
Лили Дазуа, Чарльз Брабин и Мерритт Герстад на съемках фильма Мост Сан-Луис-Рей (1929 г.)

Родился в городе Ливерпуль, Англия, и получил образование в местном Колледже Св. Франциска Ксавьера. Брэбин отплыл в Нью-Йорк в начале 1900-х годов и, подрабатывая там случайными заработками, попробовал свои силы в качестве театрального актёра. Он присоединился к Edison Manufacturing Company примерно в 1908 году, сначала играя, а затем сочиняя и руководя. Он был активен в эпоху немого кино, затем сделал недолгую карьеру в звуковых фильмах. Для современного зрителя особое значение в творчестве Брэбина имеет фильм «Маска Фу Манчу» (1932) с Борисом Карловым в главной роли. «Маска Фу Манчу» считается лучшим в цикле о Фу Манчу фильмом 1930-х годов, он оказал значительное влияние на развитие жанра приключенческого кино. Изначально режиссёром картины должен был выступить Чарлз Видор, однако через три дня после начала съёмок он был уволен студией и заменён Брэбином. Его последним фильмом для Metro-Goldwyn-Mayer была картина «Злая женщина», снятая в 1934 году.
14 декабря 1913 года Брэбин женился на светской львице Сьюзан «Сюзетт» Жанетт Мошер, дочери Эдвина Ховарда Мошера и Дженни Слейтер Мошер из Нью-Йорка. Они поженились в Бедфордской конгрегационалистской церкви в Бронксе, вскоре после того, как Брэбин вернулся из поездки по Европе. Лучший друг Брэбина, киноактер Марк МакДермотт, был шафером. Чарльз и Сьюзан Брэбин оставались женаты в течение семи лет.

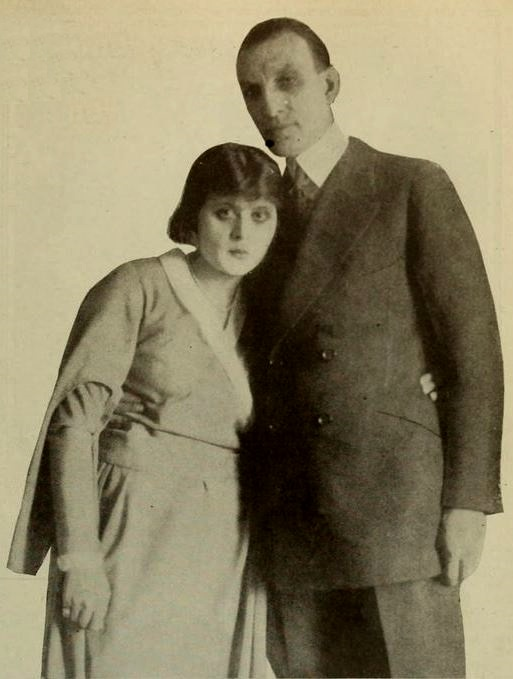
Теда Бара и Чарлз Брэбин (1922)

Позже женой Брабина была звезда немого кино, знаменитая «вамп» Теда Бара. Они заключили брак 2 июля 1921 года и оставались женаты до её смерти от брюшного рака 7 апреля 1955 года.

## Частичная фильмография
Ниже приведены некоторые из фильмов Брабина.
Шаблон:Столбец делителя
- Солдатский долг (1912)
- Что случилось с Мэри (1912, 12-серийный сериал)
- Безупречный щит (1913)
- Человек, который исчез (сериал, 1914)
- Ворон (1915 год)
- Цена славы (1916 г.)
- Такого рода (1916)
- Приемный сын (1917)
- Красная, белая и голубая кровь (1917)
- Шестнадцатая жена (1917)
- Бабетта (1917)
- Папа Мэри Джейн (1917)
- Его связанная жена (1918)
- Слепые жены (1920)
- Шаги (1921)
- Огни Нью-Йорка (1922)
- Бродвейский павлин (1922)
- Шесть дней (1923)
- Управляемый (1923)
- Такой большой (1924)
- Стелла Марис (1925)
- Бен-Гур (1925, в титрах не указан)
- Мисматы (1926)
- Мерцающие пальцы ног (1926)
- В рамке (1927)
- Сваренный вкрутую Хаггерти (1927)
- Долина великанов (1927)
- Пылающий дневной свет (1928)
- Мост Сан-Луис-Рей (1929 г.)
- Корабль из Шанхая (1929)
- Зов плоти (1930)
- Большой луг (1931)
- Спортивная кровь (1931)
- Звери города (1932)
- Маска Фу Манчу (1932)
- Распутин и императрица (1932, в титрах не указан[7])
- Сценическая мать (1933)
- Злая женщина (1934)